# Trikarboxylové kyseliny
Trikarboxylové kyseliny jsou organické sloučeniny obsahující tři karboxylové funkční skupiny (-COOH). Nejrozšířenější z nich je kyselina citronová.

## Výskyt

### Citrátový cyklus
Kyselina citronová je součástí citrátového cyklu – známého také jako cyklus trikarboxylových kyselin nebo Krebsův cyklus – vyskytujícího se u všech aerobních organismů.

## Příklady
| Triviální název                      | Systematický název                               | Molekulový vzorec | Strukturní vzorec         |
| ------------------------------------ | ------------------------------------------------ | ----------------- | ------------------------- |
| Kyselina citronová                   | kyselina 2-hydroxypropan-1,2,3-trikarboxylová    | C6H8O7            |                           |
| Kyselina isocitronová                | kyselina 1-hydroxypropan-1,2,3-trikarboxylová    | C6H8O7            |                           |
| Kyselina akonitová                   | Kyselina prop-1-en-1,2,3-trikarboxylová          | C6H6O6            | (cis-forma a trans-forma) |
| Kyselina propan-1,2,3-trikarboxylová | Kyselina propan-1,2,3-trikarboxylová             | C3H5(COOH)3       |                           |
| Kyselina agarová                     | Kyselina 2-hydroxynonadekan-1,2,3-trikarboxylová | C22H40O7          |                           |
| Kyselina trimesinová                 | Kyselina benzen-1,3,5-trikarboxylová             | C9H6O6            |                           |